# 長崎県立諫早特別支援学校
長崎県立諫早特別支援学校（ながさきけんりつ いさはやとくべつしえんがっこう）は、長崎県諫早市真崎町にある県立特別支援学校。寄宿舎を有している。

## 概要
歴史
1964年（昭和39年）に長崎県では最初の肢体不自由児童生徒対象の養護学校として開校。2014年（平成26年）に創立50周年を迎えた。
分教室（廃止）
- みさかえ分教室 - 〒859-0167 長崎県諫早市小長井町遠竹2727-20 （北緯32度57分37.1秒 東経130度10分13.6秒 / 北緯32.960306度 東経130.170444度）

校訓
「明朗・自立・希望」
校章
ひし形の中に、養護学校時代の「養」の文字を置いている。
校歌
作詞は尾島博、作曲は菅沼義重による。歌詞は3番まである。校名は歌詞に登場しない。
学部
- 小学部
- 中学部
- 高等部

訪問教育も行っている。

## 沿革
前史
- 1955年（昭和30年）4月 - 長崎県立整肢療育園（長崎県立こども医療福祉センターの前身）に諫早市立御館山小学校と諫早市立北諫早中学校の栄田分校が設置される[3]。

正史
- 1964年（昭和39年）4月1日 - 御館山小学校と北諫早中学校から栄田分校が分離し、「長崎県立諫早養護学校」として独立。
- 1965年（昭和40年） - 本校の移転に伴い、永昌分校を設置。
- 1966年（昭和41年） - 長崎県立島原温泉病院内に島原分校を設置。
- 1978年（昭和53年）4月1日 - 永昌分校が分離し、長崎県立諫早東養護学校として独立。
- 1979年（昭和54年）4月1日 - 島原分校を長崎県立諫早東養護学校に移管[4]。
- 2009年（平成21年）- 長崎線スクールバスにジャンボタクシーを導入。
- 2010年（平成22年）4月1日 - 校名を「長崎県立諫早特別支援学校」（現校名）に改称。
- 2015年（平成27年）4月1日 - 長崎県立虹の原特別支援学校からみさかえ分校が移管され、「みさかえ分教室」とする。
- 2018年（平成30年）3月31日 - みさかえ分教室を廃止。

## スクールバス
- 長崎線と大村線にスクールバスが運行されている。
- 長崎線にはジャンボタクシーも運行されている。

## アクセス
本校
最寄りのバス停
- 長崎県営バス 「山川町」「諫早特別支援学校」バス停

最寄りの道路
- 国道34号北バイパス

## 周辺
本校
- 諫早真崎郵便局